# Kate Bridges
Kate Bridges (ur. 1959 w prowincji Ontario) – kanadyjska pisarka, autorka romansów i powieści dla młodzieży.
Zanim w pełni poświęciła się twórczości literackiej pracowała jako pielęgniarka. Otrzymała nagrody literackie Barclay Gold Award i  CataRomance Reviewer's Choice Award, a także nominacje do nagród magazynu Romantic Times – w kategorii Najlepszy Western Roku (za powieść Surgeon) oraz Najlepszy Bohater Roku (w powieści The Engagement). 
Jest mężatką i ma jedno dziecko. Mieszka w Toronto.

## Powieści
- The Doctor's Homecoming (2002)
- Luke's Runaway Bride (2002)
- The Midwife's Secret (2003)

Seria Canadian Mounties
1. The Surgeon (2003)
2. The Engagement (2004)

Seria Reid Brothers' Trilogy
1. The Proposition (2004)
2. The Bachelor (2005)
3. The Commander (2006; wydanie polskie Julia szuka męża 2011)

Seria Klondike Gold Rush
1. Klondike Doctor (2007)
2. Klondike Wedding (2007)
3. Klondike Fever (2008)

Seria Alaskan
1. Wanted in Alaska (2009)
2. Alaskan Renegade (2009; wydanie polskie Pieśń Alaski 2010)
3. Alaska Bride On the Run (2010)

Seria Mail-Order Weddings
1. Rancher Wants a Wife (2013)
2. Welcome to Wyoming (2014)

Seria Red Dice
1. When I Find Her (2015)

## Antologie
- Frontier Christmas (wraz z Carolyn Davidson i Aną Leigh; 2003 – wydanie polskie Czas aniołów 2005)
- A Season of the Heart (wraz z Mary Burton i Jillian Hart; 2005)
- Western Weddings (wraz z Jillian Hart i Charlene Sands; 2008)
- Mail-Order Marriages (wraz z Carolyn Davidson i Jillian Hart; 2010)
- Harlequin Historical January 2014 - Bundle 1 of 2 (2014) (wraz z Louise Allen i Carol Townend; 2014)
- Harlequin Historical April 2014 - Bundle 1 of 2 (2014) (wraz z Carlą Kelly and Georgie Lee; 2014)